# عرباوية
العرباوية (الاسم العلمي: Arbideae) هي قبيلة من النباتات تتبع الفصيلة الكرنبية من رتبة الكرنبيات.

## أجناس العرباوية
- العربية وهي الجنس النمطي لهذه القبيلة
- الدرابة